# Barcode Battler
El Barcode Battler (バーコードバトラー) («bataller de codi de barres») és un joc electrònic comercialitzat per Epoch l'any 1991 als Japons i, més tard, a Europa: es tracta d'una consola dedicada amb una pantalla de cristall líquid en la qual apareixen números i un lector de codis de barres per a passar unes targetes incloses —cada una amb un codi— amb personatges i objectes a utilitzar en els combats; el lector permet llegir qualssevol codis d'altres productes per a obtindre nous elements de joc.
Abans del Barcode Battler hi hagué altres dispositius que utilitzaven codis barrats, com el Datach Joint ROM System per a la consola Nintendo Family Computer, molt populars al Japó.
N'hi hagué dos versions de la maquineta: la primera, amb una carcassa blanca i vint-i-una cartes de joc, eixí només en el mercat japonés;
la segona versió, comercialitzada com Barcode Battler II (バーコードバトラー II), és la mateixa que es vengué entre 1992 i 1993 a la resta del món, negra i amb trenta-una cartes, per la mateixa Epoch o Tomy i distribuïda per Bizak:
a Espanya eixí a la venda abans del Nadal de 1993, amb un preu incial de set mil cinc-centes pessetes (uns 45 sense inflació) i la previsió de vendre'n seixanta nou mil, després que un any abans en venguera un milió dos-centes mil unitats al Japó;
malgrat el suport comercial d'El Corte Inglés, les vendes del joc a Espanya no foren significatives, potser perquè els codis espanyols no oferien bones recompenses.
A Occident, el Barcode Battler no tingué gens d'èxit ja que no podia competir en el mateix segment de mercat que altres consoles portàtils com la Game Boy o la Game Gear, al Japó tingué un seguiment més notable, sobretot per l'aparició de cartes especials amb personatges de Bola de drac, Super Mario World o The Legend of Zelda i la capacitat de connectar-se a les consoles domèstiques de Nintendo (llavors, la Famicom i la Super Famicom) per a jugar a sengles versions del joc o aconseguir elements en altres jocs compatibles com Spider-man: Lethal Foes.
Encara que els BB de segona mà solen vendre's entre 40 i 180 euros, les targetes especials tenen preus més elevats.